# Machida (Bengala)
Machida fou un estat tributari protegit del tipus zamindari, al districte de Sambalpur a Bengala (1849-1862 i 1905-1912) les Províncies Centrals (1862-1905), província de Bihar i Orissa (1912-1936) i Orissa (després de 1936) amb una superfície de 26 km², amb 9 pobles i una població el 1881 de 1.073 habitants principalment gonds i kultes. La capital era Machida a 21° 49′ N, 83° 38′ E / 21.817°N,83.633°E. La família reial era d'ascendència gond i va aconseguir l'estat a la segona meitat del segle XVIII.